# Ogden (Nueva York)
Ogden es un pueblo ubicado en el condado de Monroe en el estado estadounidense de Nueva York. En el año 2000 tenía una población de 18,492 habitantes y una densidad poblacional de 228 personas por km².

## Geografía
Ogden se encuentra ubicado en las coordenadas 43°59′52″N 77°47′57″O / 43.99778, -77.79917.

## Demografía
Según la Oficina del Censo en 2000 los ingresos medios por hogar en la localidad eran de $59,240 y los ingresos medios por familia eran $64,606. Los hombres tenían unos ingresos medios de $46,145 frente a los $30,438 para las mujeres. La renta per cápita para la localidad era de $23,587. Alrededor del 2.7% de la población estaban por debajo del umbral de pobreza.